# Jacob Arends
Jacob Arends (1742 – 7. oktober 1801) var en dansk skuespiller.
Arends var allerede over 32 år gammel, da han 2. oktober 1775 debuterede på det Kongelige Teater som Cleantes i Molieres Tartuffe. Han havde en for gammelmands-rollen god figur, men hans diktion var meget monoton, og hans fyldige ansigt, som vansiredes af en opstoppernæse, havde et stående dorsk og flegmatisk udtryk.
Han var en af de første, som trådte ind i Frederik Schwarz’ "dramatiske Selskab", for hvilket han endogså blev formand, da stifteren trak sig tilbage fra denne plads. Der blev efterhånden betroet Arends et stort repertoire, og han fik mange hovedroller, hvad der skaffede ham en ikke ringe anseelse, skønt han aldrig drev det til at blive nogen større kunstner.
I nogle ganske enkelte roller skal han dog have præsteret noget særdeles dygtigt, og blandt disse nævnes Harpagon, Vielgeschrey og sir Peter Teazle.
I sine sidste år var han meget sygelig og anvendtes derfor kun såre lidet. Han døde natten mellem 6. og 7. Okt. 1801.